# Tephrochlamys namibensis
Tephrochlamys namibensis är en tvåvingeart som beskrevs av Woznica 2001. Tephrochlamys namibensis ingår i släktet Tephrochlamys och familjen myllflugor.
Artens utbredningsområde är Namibia. Inga underarter finns listade i Catalogue of Life.